# Приятели мои
Приятели мои (на италиански: Amici miei) е италианска комедия от 1975 година на режисьора Пиетро Джерми, който умира преждевременно и филмът е поверен после на режисьора Марио Моничели.

## Сюжет
Втората част от приключенията на четирима тоскански приятели. В продължение на два часа има поредица от вицове и лични недостатъци от настоящето, редуващи се със сцени, които разказват стари приключения, когато Пероци все още е жив.

## В ролите
| Изпълнител       | Роля              |
| ---------------- | ----------------- |
| Уго Тоняци       | Лело Машети       |
| Гастон Москин    | Рамбалдо Меландри |
| Филип Ноаре      | Джорджо Пероци    |
| Джулио Дел Прете | Неки              |
| Олга Карлатос    | Донатела Сасароли |
| Силвия Дионисио  | Тити              |
| Франка Тамантини | Кармен            |
| Адолфо Чели      | Професор Сасароли |